# Euphyia sphyrophora
Euphyia sphyrophora är en fjärilsart som beskrevs av Louis Beethoven Prout 1910. Euphyia sphyrophora ingår i släktet Euphyia och familjen mätare. Inga underarter finns listade i Catalogue of Life.